# Гейша (кофе)
Гейша (Geisha) или Геша  — разновидность кофейного дерева, которое относится к виду Кофе аравийский (Coffea arabica L.) рода Кофе (Coffea L.) семейства Мареновые. вывезенная из небольшого города Геша на юго-западе Эфиопии сначала в Коста-Рику, потом в Панаму. Правильное наименование данной разновидности кофе вызывает многочисленные споры. Первоначально данную разновидность кофе называли «Геша» от одноименного названия города. В 2000-х годах разновидность стала известна уже под другим названием «Гейша», которое и закрепилось за ней. Гейшу в кофейной индустрии ценят за превосходные вкусовые характеристики кофе: яркий вкус, сочетающий в себе фруктовые нотки, оттенки ягод, бергамота, цитрусовых цветов и меда.

## Происхождение
Кофейные деревья данной разновидности были обнаружены еще в 1931 году в городе Геша (Эфиопия). Через год кофе Геша завезли для выращивания в Кению. Далее, в 1950-х годах фермеры пытались выращивать сорта Гейши в Коста-Рике. Однако наиболее успешно кофейное дерево культивировали в Панаме. В 2004 году разновидность кофе стала популярна в кофейной индустрии под названием «Гейша», после того как кофейная ферма Hacienda La Esmeralda из Панамы представила на рынке партию данного кофе. Пробы показали, что кофе имеет настолько необычный и яркий вкус, что на аукционе за него предложили 21$ за фунт. Позже рекорд был побит ещё несколько раз в 2006 и в 2007 годах, и цена достигла до 130$ за фунт. Данная цена стократно превышает биржевую цену на коммерческий кофе. Так как определенные сорта кофе оценивают в немалые суммы, то кофе набирает популярность среди фермеров в Центральной и Южной Америке.

## Описание
Кофейные деревья Гейши имеют низкую выносливость и требовательны к условиям произрастания. Наиболее пригодными условиями для выращивания является определенный микроклимат в условиях высокогорья на высоте более 1500 метров, что делает данную разновидность кофе редкой. Данную разновидность, например, выращивают в местности Бокете (Панама). Кофейное дерево имеет высокий ствол, удлиненные листья, ягоды и зерна.